# Béré
Béré és una regió del centre-nord Costa d'Ivori. Té una superfície de 13.293 km² i una població de 369.997 habitants. La seva capital és Mankono. Juntament amb l'actual regió de Worodougou, amb la que conformaven l'antiga regió de Worodougou més extensa i la regió de Bafing formen el Districte del Woroba.

## Situació Geogràfica
La regió de Béré està situada al centre-nord de Costa d'Ivori. Limita al nord amb les regions de Bagoué i de Poro, a l'est amb les regions de Hambole i de Gbeke, al sud amb lres regions de Marahoué i d'Alt Sassandra i a l'oest amb la regió de Worodougou, de la que abans havia format part.

## Districtes i municipis
A Béré hi ha 3 departaments: Mankono, Kounahiri i Dianra. Hi ha sis municipis: Mankono, Kounahiri, Dianra, Tienigboue, Sarhala i Kongasso i 9 sot-prefectures: Mankono, Kounahiri, Dianra, Tienigboue, Sarhala, Kongasso, Bouandougou, Dianra-Village i Marandallah.

## Economia
Les bases de l'economia de la regió de Béré són l'agricultura i la mineria.
Hi ha mines d'or, diamants, coure, níquel i manganès.
Els principals cultius de la regió són el cotó i els anacards. A més a més, també s'hi produeix nyam, hortalisses, ramaderia bovina, ovina, caprina, volatis. L'apicultura i la piscicultura són altres indústries del primer sector importants a la regió.
A la regió de Béré també s'hi produeix electricitat sobretot a partir de l'energia solar.

## Turisme
- Poble dels tintorers i dels teixidors.
- Fons d'aigua de Tonuho i de Kawakouho.

## Cultura
La lluita tradicional i les diferents màscares formen part de la riquesa cultural de la regió de Béré.